# Гидрографические суда проекта 861
Гидрографические суда проекта 861 — серия судов специальной постройки для нужд гидрографической службы военно-морского флота.
Позже часть судов была перестроена (модернизирована) в средние разведывательные корабли по проекту 861М, по кодификации НАТО — Moma-class intelligence collector.

## Назначение
Суда проекта предназначены для гидрологических исследований, оборудования рейдов, изучения опасных для судоходства районов, исследования течений, изучения глубин, метеорологических и батитермографических наблюдений, работ по химической гидрологии (гидрохимии) в ближней и дальней морских зонах.

## Проект
В 1960-х годах принятие на вооружение новых проектов кораблей и подводных лодок потребовало тщательного изучения гидрографии вод в новых районах Мирового океана и значительного улучшения гидрографического обеспечения в уже изученных районах. Это привело к созданию гидрографических судов для различных целей. Одним из таких проектов стал, в соответствии с требованиями ВМФ СССР, проект гидрографических кораблей 861. Суда этого проекта создавались для обеспечения безопасного выхода боевых кораблей военно-морского флота СССР в океан. Разработка была поручена Гданьскому Центральному бюро кораблестроения № 2 (Centralne Biuro Konstrukcji Okrętowych nr 2). Главным инженером выступил Мечислав Выросткевич (Mieczysław Wyrostkiewicz).

### Модернизация
С начала 1960-х годов во флоте стала широко внедряться аппаратура радиосвязи, радиолокации и гидроакустики, и основным источником информации о вероятном противнике стали электронные и радиотехнические излучения. Тем самым, важным условием обеспечения систематической разведки сил вероятного противника во всех возможных районах стало обнаружение и слежение за этими излучениями. Данная разведка производилась с целью вскрытия информации о местонахождении сил вероятного противника, возможной угрозы с их стороны для своевременной выработки адекватных ответных мер и, при необходимости, приведения в боевую готовность нужных сил и средств.
Для ведения такой разведки в районах возможного нахождения сил вероятного противника был разработан ряд новых проектов, но их реализация требовала продолжительного времени. Для быстрого увеличения числа разведывательных кораблей в 1960-х годах был разработан план модернизации (перестройки) гидрографических судов проекта 861 в разведывательные корабли. Данный проект получил шифр «Архипелаг» и номер 861М, по кодификации НАТО Moma-class intelligence collector. По этому проекту с 1968 года по 1977 год были модернизированы девять судов: «Архипелаг» (1968), «Пелорус» (1969), «Находка» (1970), «Кильдин» (1970), «Селигер» (1971), «Ильмень» (1972), «Вега» (1975), «Экватор» (1976) и «Юпитер» (1977). До 1977 года они классифицировались как гидрографические суда, позже официально были переклассифицированы как малые разведывательные корабли.
Позже, семь разведывательных кораблей были модернизированы на СРЗ № 82 в Росляково по проекту 861М2: «Селигер» (1978), «Архипелаг» (1986), «Ильмень» (1986), «Вега» (1987), «Находка» (1987), «Пелорус» (1987), «Юпитер» (1987). В соответствии с директивой ГШ ВМФ переоборудованные суда получали открытое наименование «судно связи». Также без определённого проекта были перестроены в разведывательные корабли три судна: «Лиман» (1989), «Океан» (1989), «Рыбачий» (1989). В 1992 году они были переклассифицированы в средние разведывательные корабли.
По проекту 861J в 1971 году было построено судно «Andrija Mohorovičić» для ВМФ Югославии.

## Конструкция

### Тактико-технические характеристики
По проекту 861
- Водоизмещение: 1200 т (стандартное), 1542,6 (полное)
- Длина: 73,32 м
- Ширина: 10,8 м
- Осадка: 3,85 м

По проекту 861М
- Водоизмещение 1080 т (стандартное), 1560 (полное)
- Длина: 73,32 м
- Ширина: 10,8
- Осадка: 3,9

По проекту 861J
- Водоизмещение 1260 т (стандартное), 1540 (полное)
- Длина: 73,3 м
- Ширина: 10,8
- Осадка: 3,8

По проекту 861М2
- Водоизмещение: 1504 т (стандартное), 1645 (полное)
- Длина: 73,34 м
- Ширина: 10,8
- Осадка: 3,9

### Корпус и надстройка

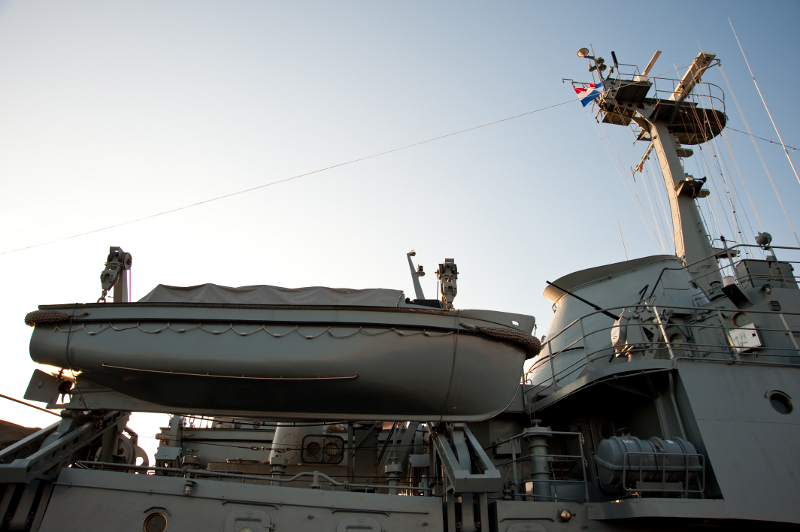
Рабочий катер, проект 861J

Корпус сварной выполнен из кораблестроительной стали с системой двойного дна, состоит из десяти отсеков, разделённых девятью водонепроницаемыми переборками. Корпус имеет противоледовые усиления для безопасного прохода по битому льду, а непотопляемость обеспечивается при затоплении двух любых смежных отсеков. Надстройка двухъярусная с ходовым мостиком из АМГ-сплава располагается в средней части корпуса. На крыше надстройки располагается грот-мачта с антенными постами. За вторым ярусом надстройки располагается дымоход обтекаемой формы. За дымоходом побортно размещены шлюпбалки с двумя рабочими катерами. Перед надстройкой монтировался кран AN718 грузоподъёмностью в 7 тонн, а также одна кран-балка грузоподъёмностью в 150 кг.
При модернизации по проекту 861М крановая установка AN718 демонтировалась, а первый ярус надстройки, получивший шутливое прозвище «трамвай», продлевался до полубака, в котором размещались новые боевые посты. На крыше носовой части первого яруса монтировалась фок-мачта с дополнительными антенными постами, а в кормовой части надстройки устанавливалось дополнительное оборудование, иногда скрытое радиопрозрачным колпаком из стеклопластика.

### Главная энергетическая установка
Силовая установка состоит из двух дизелей польского производства Zgoda-Sulzer («Згода-Зульцер») 6ТD-48 мощностью по 1800 л.с. с приводом на два винта регулируемого шага (ВРШ) диаметром 2,8 метра. Суда серии способны развивать скорость полного хода до 17,3 узла, крейсерская скорость составляла 15 узлов. Запас дизельного топлива составляет 200 тонн. В качестве источника электроэнергии служат три дизель-генератора DW 5VAN22 мощностью по 259 кВт, имеется один вспомогательный дизель-генератор DW S324М мощностью 52 кВт.

### Вооружение

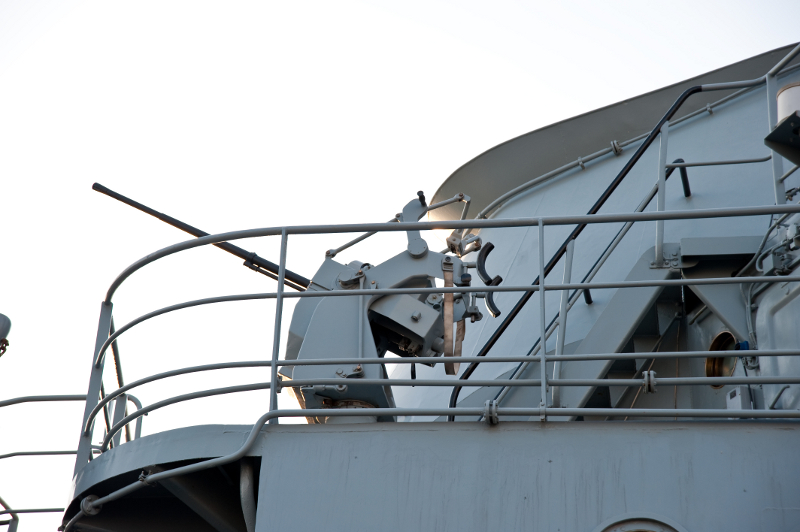
20-мм орудие, проект 861J

По проекту 861М предусматривалось размещение ПЗРК «Стрела-2» с боекомплектом из 16 ракет. На некоторые суда было установлено стрелковое вооружение.
- «Рыбачий»: 2 × 2 × 12,7-мм (пулемёт)
- «Лиман»: 2 × 1 × 7,62-мм (пулемёт)
- Andrija Mohorovičić: 1 × 1 × 20-мм (PZO M-71)

### Обитаемость и экипаж
Экипаж судна составляют 45 человек и 10 членов научной команды. На судах проекта 861М до 85 человек, в том числе 15 офицеров. По запасам провизии и воды автономность плавания составляет 35 суток. Дальность плавания судов по запасам топлива составляет 8900 морских миль при 11-узловом ходе и 4750 морских миль при 17,3-узловом ходе. По проекту 861М дальность плавания составляет 9700 морских миль на 11-узловом ходе и 4750 морских миль на 17,3-узловом ходе. По проекту 861М2 дальность плавания составляет 8000 морских миль на 12-узловом ходе. По проекту 861М и 861M2 экипаж составляют 66 человек и 19 научных сотрудников. По проекту 861J экипаж составляют 37 человек, в том числе 4 офицера.

### Оборудование навигации и связи
По проекту 861
- 2 НРЛС «Дон»

По проекту 861М
- 2 НРЛС «Дон»
- РЛС РТР «Бизань»

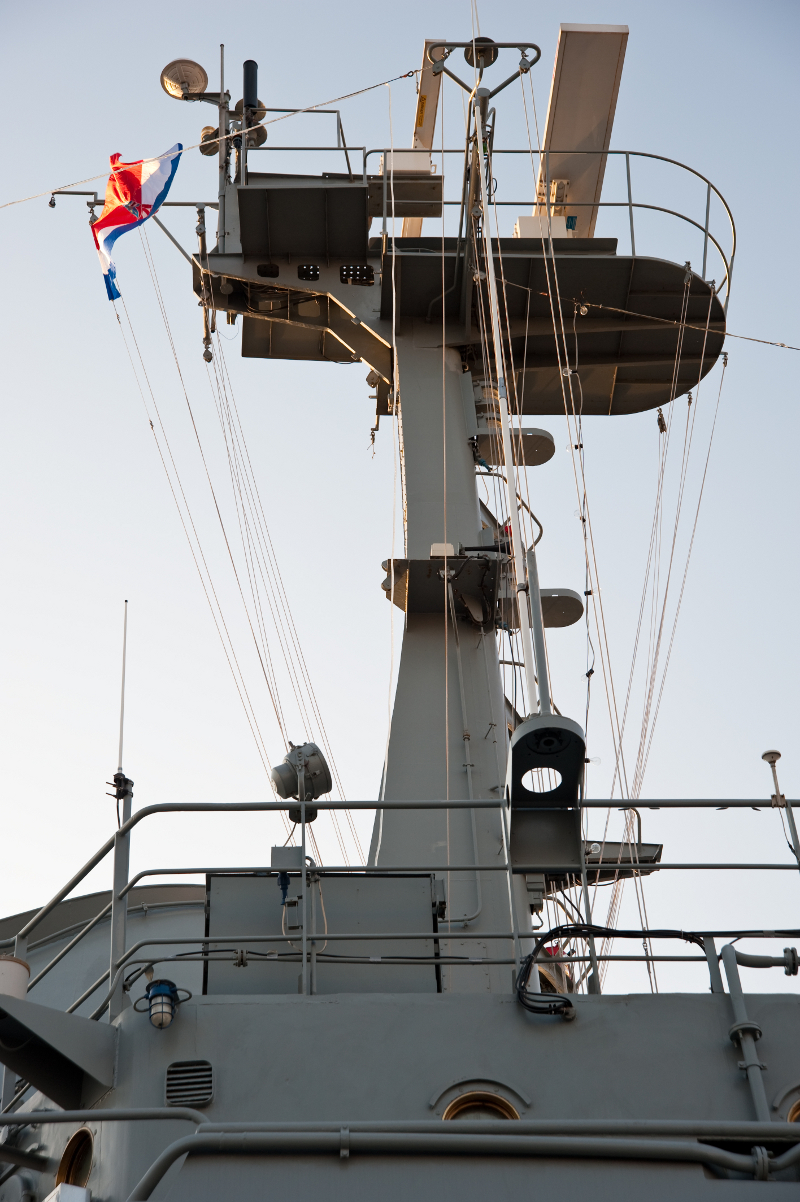
Антенный пост, проект 861J

- ГАС звукоподводной связи МГ-13
- ГАС звукоподводной связи МГ-26 «Хоста»

По проекту 861J
- Raytheon NSC25
- Raytheon NSC34

### Специальное оборудование
По проекту 861
- радиопеленгатор АРП-50Р
- ОГАС комплекса «Бронза»

По проекту 861М
- ОГАС МГ-329 «Шексна»
- Станция обнаружения теплового кильватерного следа ПЛ МИ-110К
- «Виток-АК»
- «Визир-М»
- МРР-1-7
- «Вахта-М»
- «Вахта-10»
- «Вахта-12»
- «Ротор-Н»
- «Узел»
- «Кайра»

Информация о текущем составе радиотехнического вооружения и специального оборудования, а также их характеристики и описание является государственной тайной и тщательно охраняется.

## История строительства
Строительство велось в польском городе Гданьск на верфи «Сточня Пулноцна именя Бохатерув Вестерплятте» (Stocznia Północna im. Bohaterów Westerplatte / Северная верфь им. Героев Вестерплатте) под руководством главного строителя Т. Лаутенбаха (T. Lautenbach). Главным наблюдающим за постройкой от ВМФ назначен капитан 2-го ранга В. В. Соколов.

## Представители проекта
Цвета таблицы:

Розовый — Современный статус неизвестен

Зелёный — действующая в составе ВМФ России

Жёлтый — действующая в составе иностранных ВМС или как гражданское судно

Синий — находится в ремонте или на модернизации

Красный — списана, утилизирована или потеряна
| Название                   | Зав.№  | Спуск на воду | Ввод в строй | Списание   | Примечание |
| -------------------------- | ------ | ------------- | ------------ | ---------- | --- |
| «Арктика»                  | 861/1  | 09.05.1967    | 30.12.1967   | 2003       | Служба в составе Балтийского флота, с 1996 года в составе Черноморского флота. 09.12.2002 у причала 35 порта Новороссийск из-за потери поперечной остойчивости при обледенении легло на грунт на глубине 7 м. с креном на левый борт 30o. После подъема исключено из состава ВМФ и продано как грузо-пассажирское судно |
| «Таймыр»                   | 861/2  | 28.08.1967    | 31.03.1968   | 1994       | Утилизировано. Служба в составе Тихоокеанского флота. |
| «Заполярье»                | 861/3  | 10.10.1967    | 30.05.1968   | 05.07.1994 | Утилизировано. Служба в составе Северного флота. |
| «Архипелаг»                | 861/4  | 30.11.1967    | 30.06.1968   | 05.07.1994 | Утилизировано. Служба в составе Северного флота. В 1968 году модернизировано в малый разведывательный корабль по проекту 861М. |
| «Аскольд»                  | 861/5  | 30.12.1967    | 31.07.1968   | 2009       | Утилизировано. Служба в рядах Балтийского флота. |
| «Экватор»                  | 861/6  | 30.03.1968    | 31.10.1968   | В строю    | Служба в составе 519-го дивизиона разведывательных кораблей Черноморского флота. В 1976 году модернизировано в средний разведывательный корабль по проекту 861М. |
| «Одограф»                  | 861/7  | 29.10.1968    | 31.03.1969   | 06.09.2002 | В 1983 году передано в состав ВМС Болгарии и переименовано в Captain 1st Rank Kiril Khalachew |
| «Пелорус»                  | 861/8  | 30.11.1968    | 31.05.1969   | 30.06.1993 | Утилизировано. Служба в составе Тихоокеанского флота. В 1969 году модернизировано в малый разведывательный корабль по проекту 861М. С 1979 года бортовой номер ССВ-509. |
| «Березань»                 | 861/9  |               | 30.06.1969   |            | Служба в составе Черноморского флота под названием «Нактоуз», а с 1970 года - «Березань». С 1997 года в составе ВМС Украины. С 01.03.1998 в составе ГП Держгидрография. |
| «Рыбачий»                  | 861/10 | 27.02.1969    | 30.08.1969   | 17.07.1997 | Утилизировано. Служба в составе Тихоокеанского флота. В 1989 году модернизировано в малый разведывательный корабль, с 1992 года переквалифицировано в средний разведывательный корабль. |
| «Антарктида»               | 861/11 | 16.10.1969    | 28.02.1970   | В строю    | Служба в составе Тихоокеанского флота. |
| «Моржовец»                 | 861/12 | 24.11.1969    | 31.03.1970   | 1998       | Утилизировано. Служба в составе Тихоокеанского флота. |
| «Кильдин»                  | 861/13 | 31.12.1969    | 23.05.1970   | В строю    | Служба в составе 519-го дивизиона разведывательных кораблей Черноморского флота. В 1970 году модернизировано в средний разведывательный корабль по проекту 861М. |
| «Крильон»                  | 861/14 | 20.02.1970    | 25.06.1970   | 2013       | Списано. Служба в составе Северного флота. |
| «Находка»                  | 861/15 | 27.03.1970    | 10.08.1970   | 16.03.1998 | Утилизировано. Служба в составе Северного флота. В 1970 году модернизировано в малый разведывательный корабль по проекту 861М, бортовой номер ССВ-506. |
| «Океан»                    | 861/16 | 30.04.1970    | 16.09.1970   | 22.01.2001 | Утилизировано. Служба в составе Черноморского флота. В 1989 году модернизировано в малый разведывательный корабль. С 1992 года переквалифицировано в средний разведывательный корабль. |
| «Челекен»                  | 861/17 | 30.05.1970    | 27.10.1970   | В строю    | Служба в составе Черноморского флота. |
| «Колгуев»                  | 861/18 | 15.07.1970    | 30.11.1970   |            | Выведен из состава Северного флота |
| «Лиман»                    | 861/19 | 19.08.1970    | 23.12.1970   | 2017       | Служба в составе Балтийского флота, в 1974 году переведено в состав Черноморского флота, бортовой номер 413. В 1989 году переоборудовано в СРК проекта 861М2. 27.04.2017 столкнулся с судном «Youzarsif H» под флагом Того и затонул в Чёрном море в точке 41,50°/28.95°.                                               |
| «Коперник»                 | 861/20 | 18.09.1970    | 31.01.1971   | 20.05.2005 | Утилизировано. Служба в составе ВМС Польши, бортовой номер 261. С 1974 года по 1975 год прошло модернизацию для геофизических исследований. |
| «Селигер»                  | 861/21 | 31.10.1970    | 30.03.1971   | 30.06.1993 | Утилизировано. Служба в составе Северного флота. В 1971 году модернизировано в малый разведывательный корабль по проекту 861М, в 1978 году вновь модернизировано по проекту 861М2, бортовой номер ССВ-514. |
| «Север»                    | 861/22 | 02.12.1970    | 15.04.1971   | В строю    | Служба в составе Тихоокеанского флота. |
| «Andrija Mohorovičić»      | 861/23 | 12.02.1971    | 19.06.1971   | В строю    | Построено по проекту 861J. Вошло в состав ВМС СФР Югославии 19.06.1971, бортовой номер PH33/ПХ33. С 1991 года в составе ВМС Хорватии, бортовой номер РТ72. В настоящее время, в основном, используется в качестве учебного судна для курсантов Хорватской Военно-морской академии, текущий бортовой номер BS72.         |
| «Эльтон»                   | 861/24 | 29.07.1971    | 17.12.1971   | 05.07.1994 | Утилизировано. Служба в составе Северного флота. |
| «Альтаир»                  | 861/25 | 31.08.1971    | 12.01.1972   | 1997       | Утилизировано. Служба в составе Тихоокеанского флота. |
| «Ильмень»                  | 861/26 | 20.11.1971    | 31.03.1972   | 30.06.1993 | Утилизировано. В 1972 году вошло в состав Северного флота. В 1972 году модернизировано по проекту 861М. В марте 1976 года переведено в состав Тихоокеанского флота. в 1986 году модернизировано по проекту 861М2 на СРЗ № 82 в Росляково.                                                                               |
| «Андромеда»                | 861/27 | 15.02.1972    | 16.06.1972   | В строю    | Служба в составе Балтийского флота. |
| «Антарес»                  | 861/28 | 20.11.1972    | 31.03.1973   | 09.2015    | Выведено из состава Тихоокеанского флота, находится на отстое. |
| «Марс»                     | 861/29 | 22.12.1972    | 29.05.1973   | 2012       | Выведено из состава Северного флота, по состоянию на 2012 год использовалось в качестве судна-мишени. |
| «Симферополь»              | 861/30 | 31.01.1973    | 28.06.1973   | 07.11.2012 | Утилизировано. Служба в составе Черноморского флота под названием «Юпитер». Модернизирован в 1977 году по проекту 861М, в 1987 году по проекту 861М2. 28.11.1995 под названием «Симферополь» передано в состав ВМС Украины. С 2006 года учебное судно. В 2013 году поставлено на отстой в п. Новоозёрное.               |
| «Вега»                     | 861/31 | 16.03.1973    | 18.08.1973   | 04.08.1995 | Утилизировано. Служба в составе Тихоокеанского флота. В 1975 году модернизировано по проекту 861М, в 1987 году модернизировано по проекту 861М2, бортовой номер ССВ-474. |
| «Адмирал Бранимир Орманов» | 861/32 |               | 23.02.1976   | 19.06.2008 | Утилизировано. Достроено по проекту 861МВ, в 1978-2008 годы находилось в составе ВМС Болгарии. |

## Фотографии

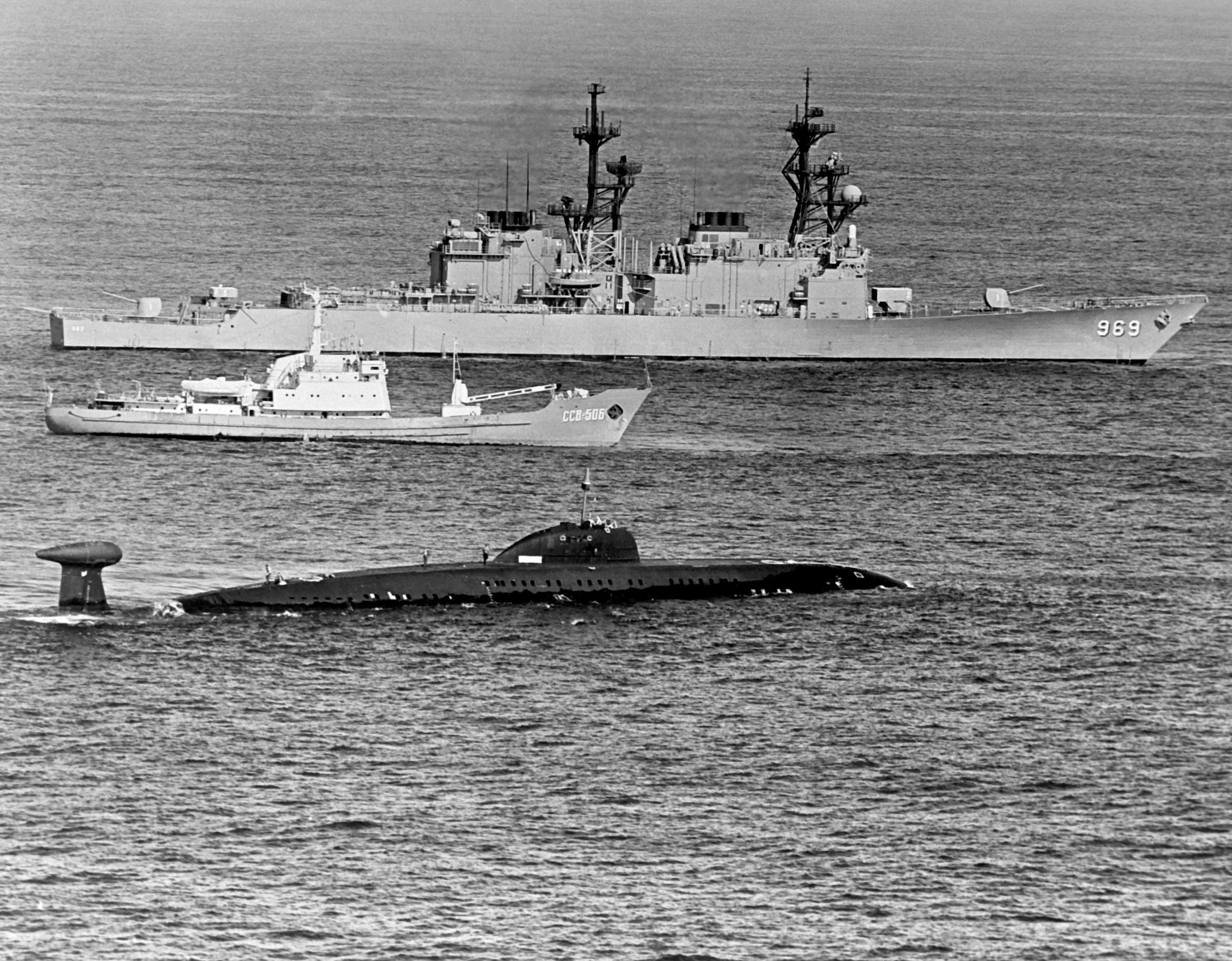
«Находка» ССВ-506 преграждает подход en:USS Peterson (DD-969) к К-324 после вынужденного всплытия, 15 октября 1983 года
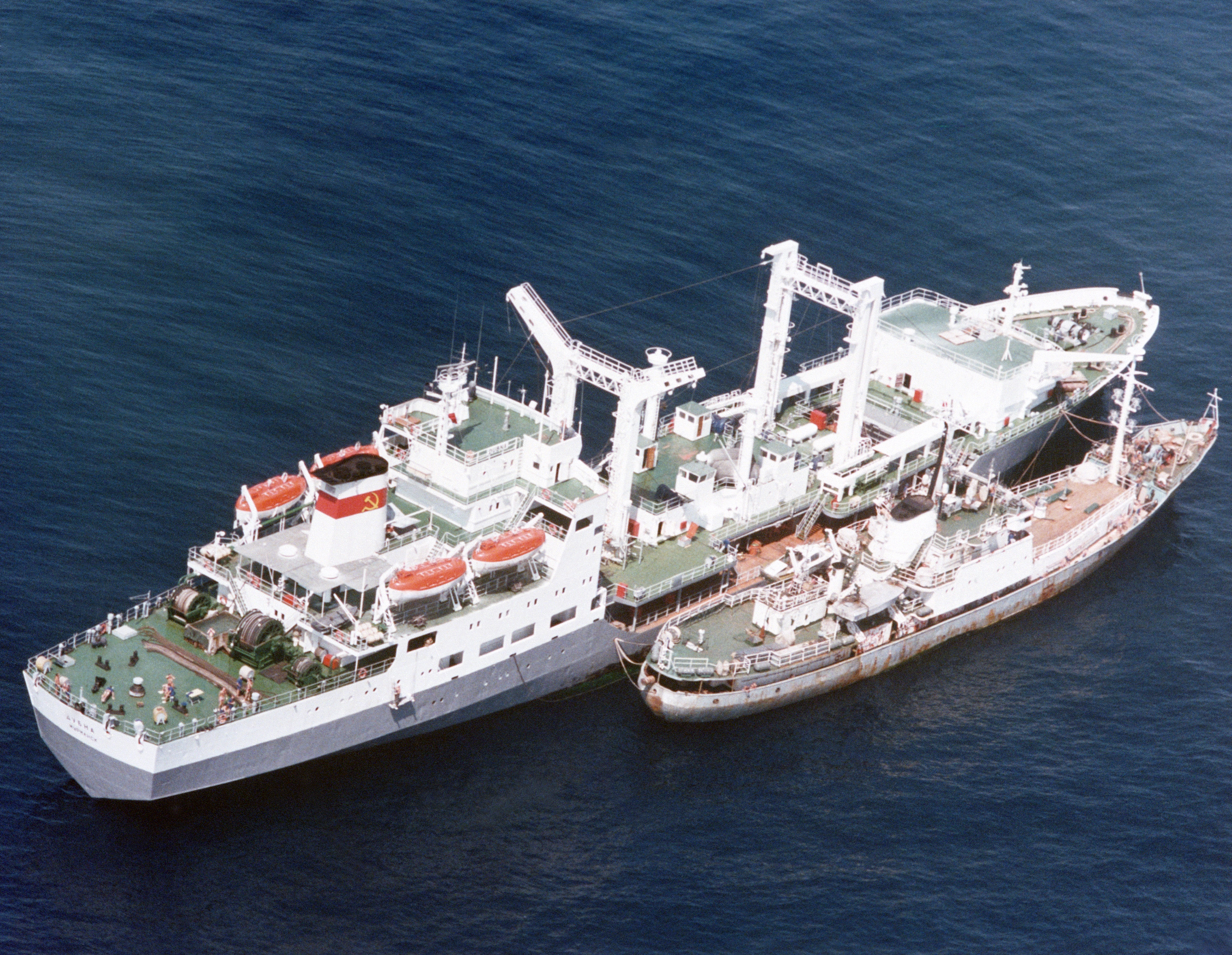
«Селигер» ССВ-514 дозаправляется от танкера «Дубна», 1 июля 1986 года
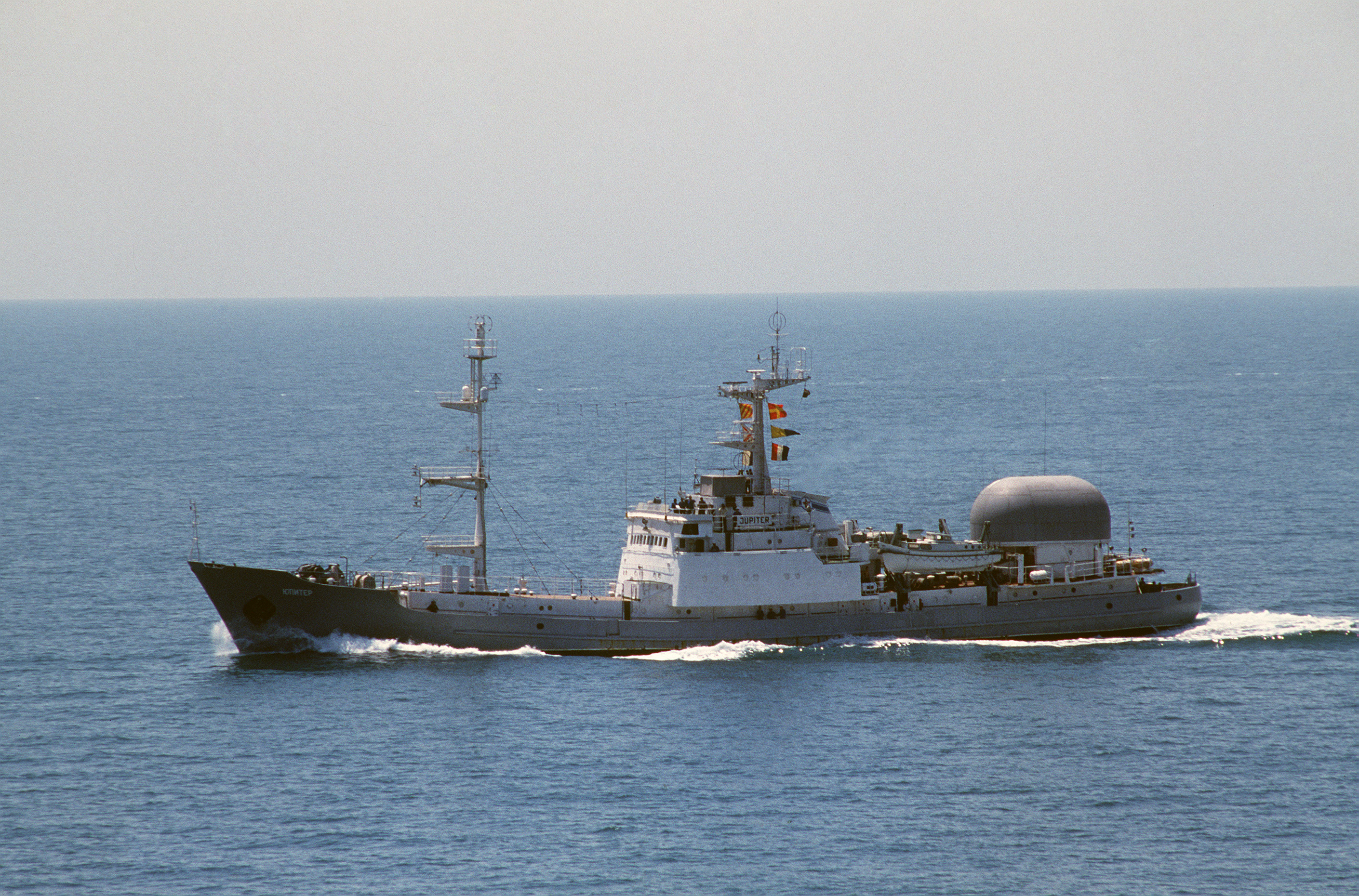
«Юпитер» ССВ-41 в Чёрном море, 6 января 1987 года
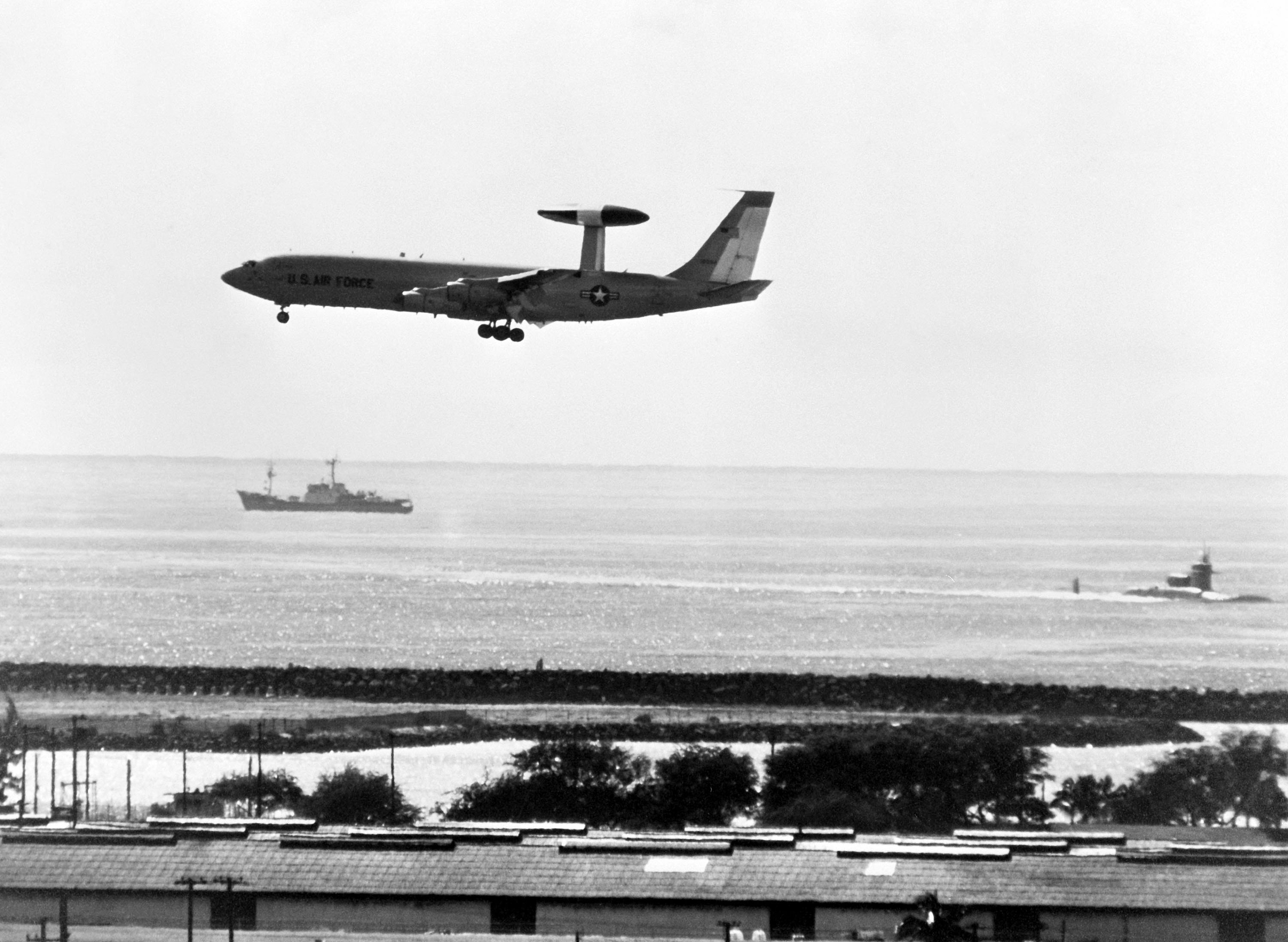
«Ильмень» ССВ-472 около ВМБ Перл-Харбор сопровождает en:USS Sam Houston (SSBN-609) и E-3 Sentry, 1 декабря 1988 года
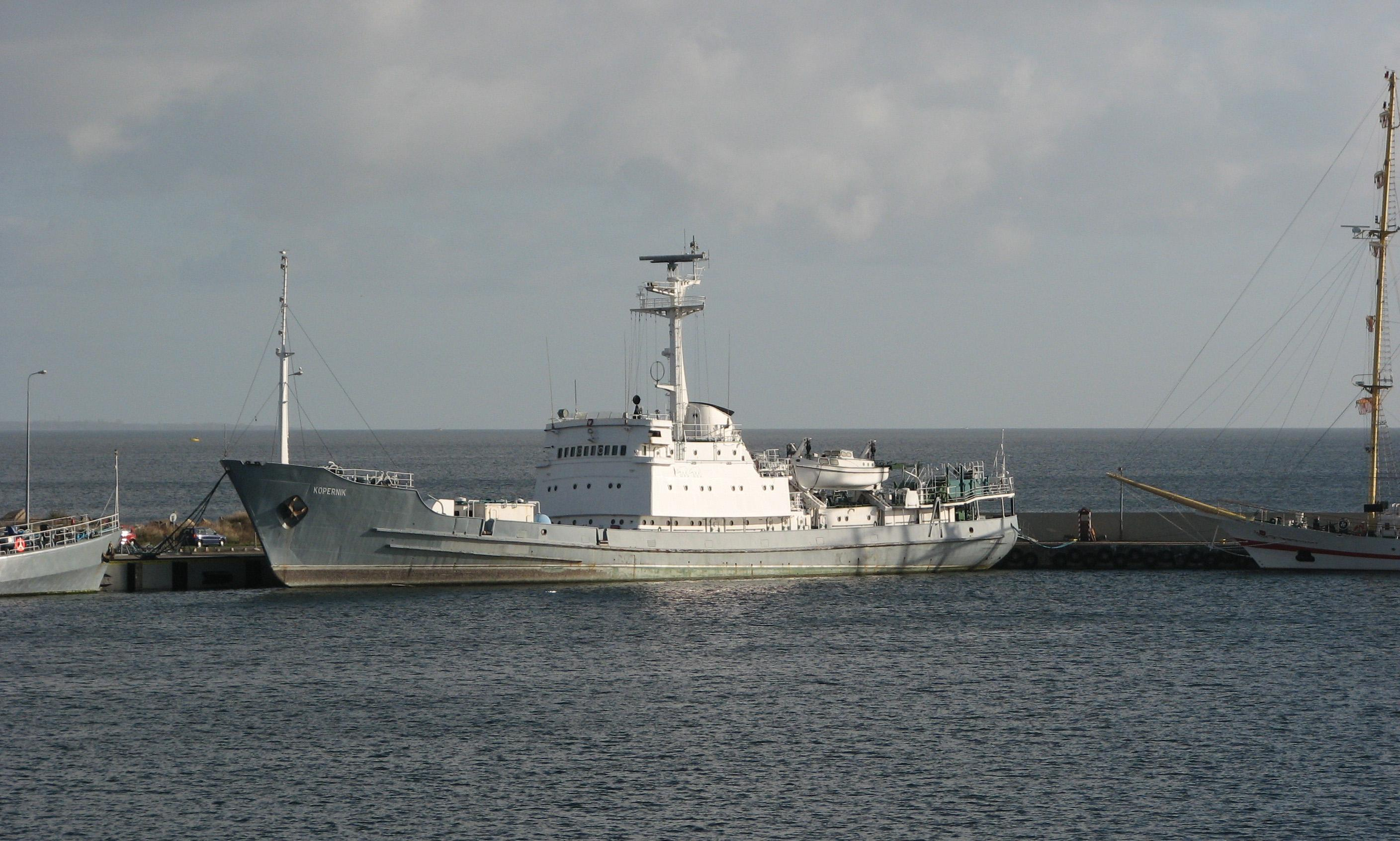
Kopernik после списания, Гдыня, 28 октября 2006 года
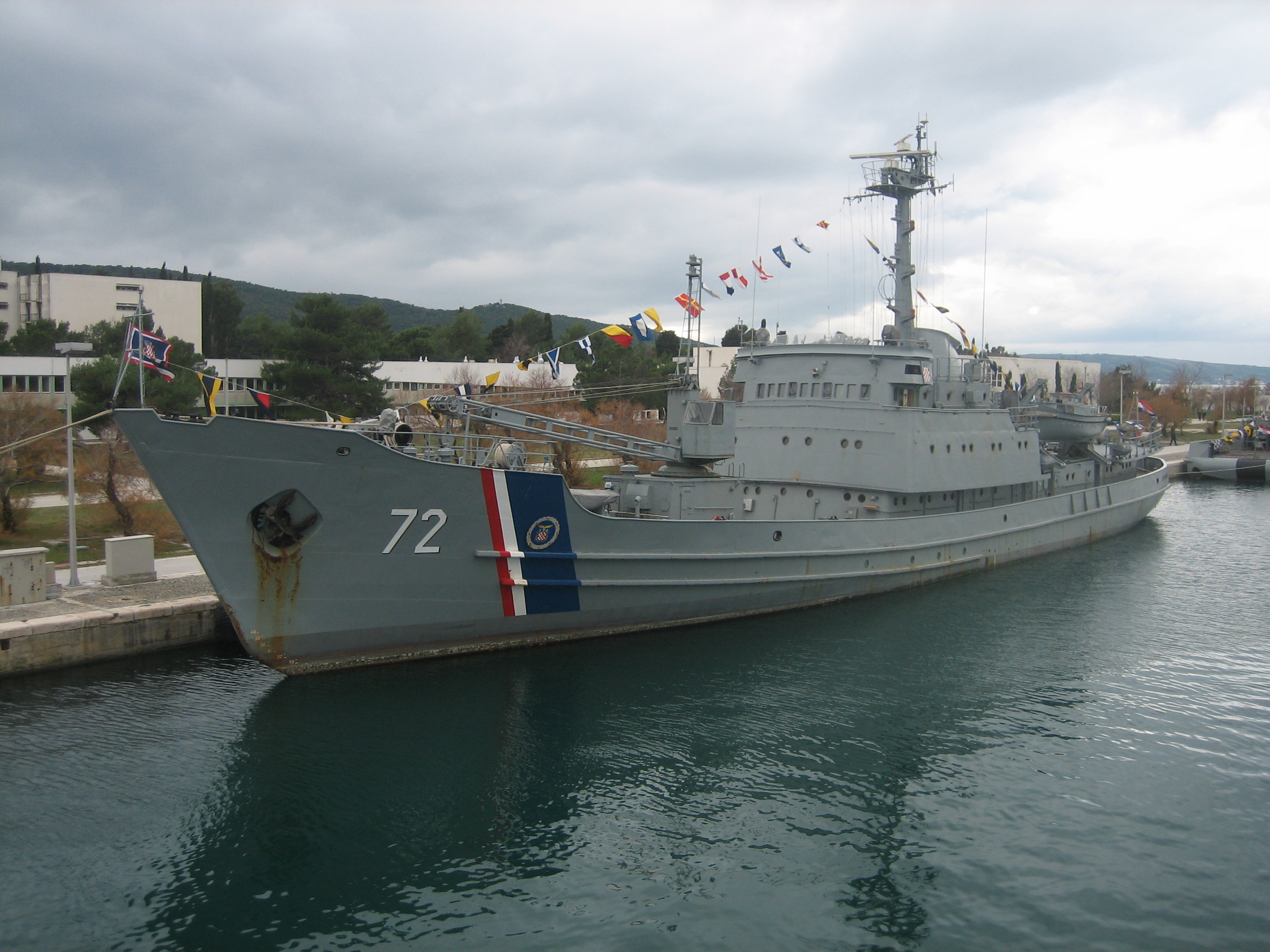
BŠ-72 Andrija Mohorovičić, 26 января 2009 года
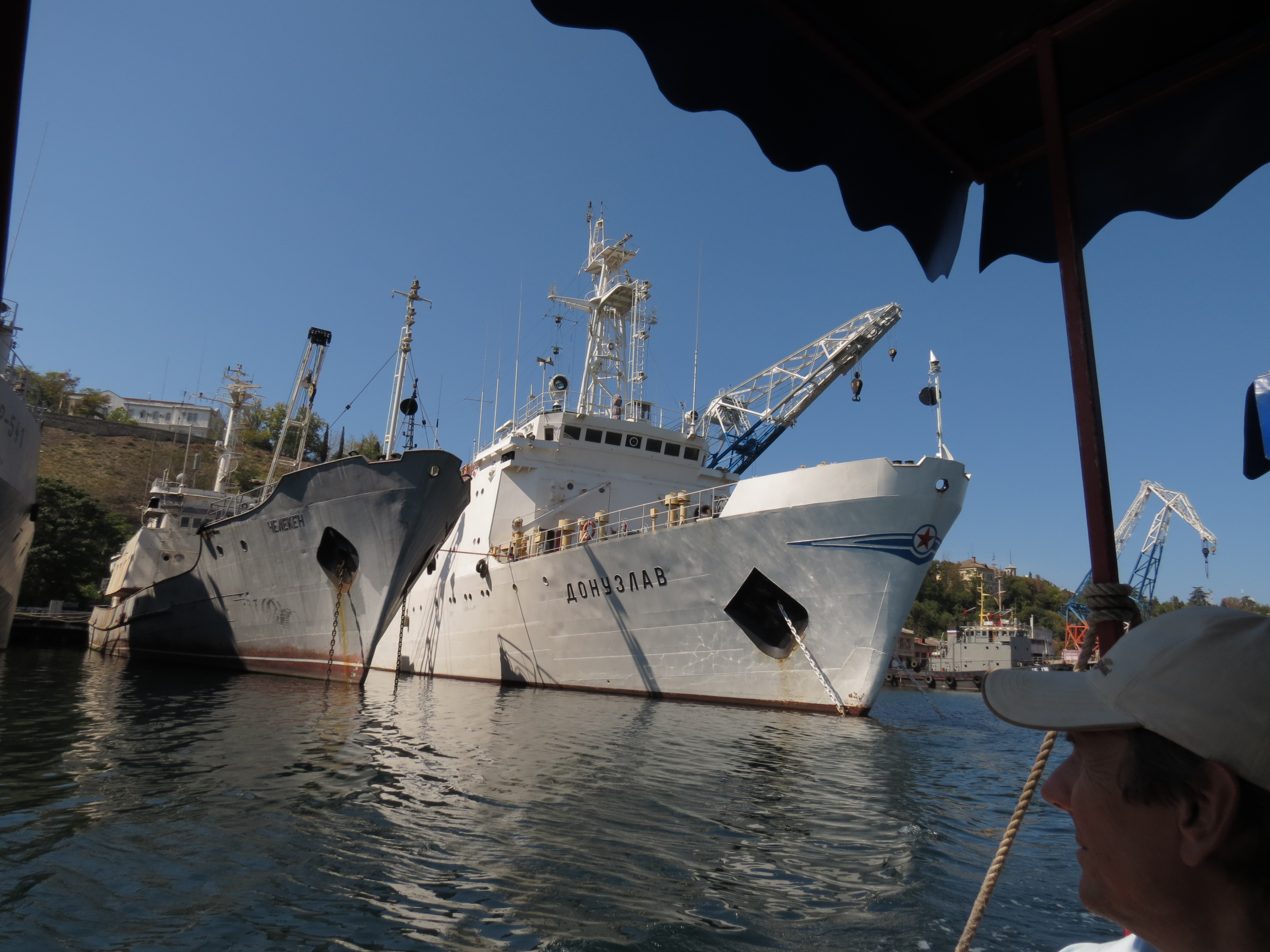
«Челекен» и «Донузлав» в Севастополе, 14 сентября 2012 года
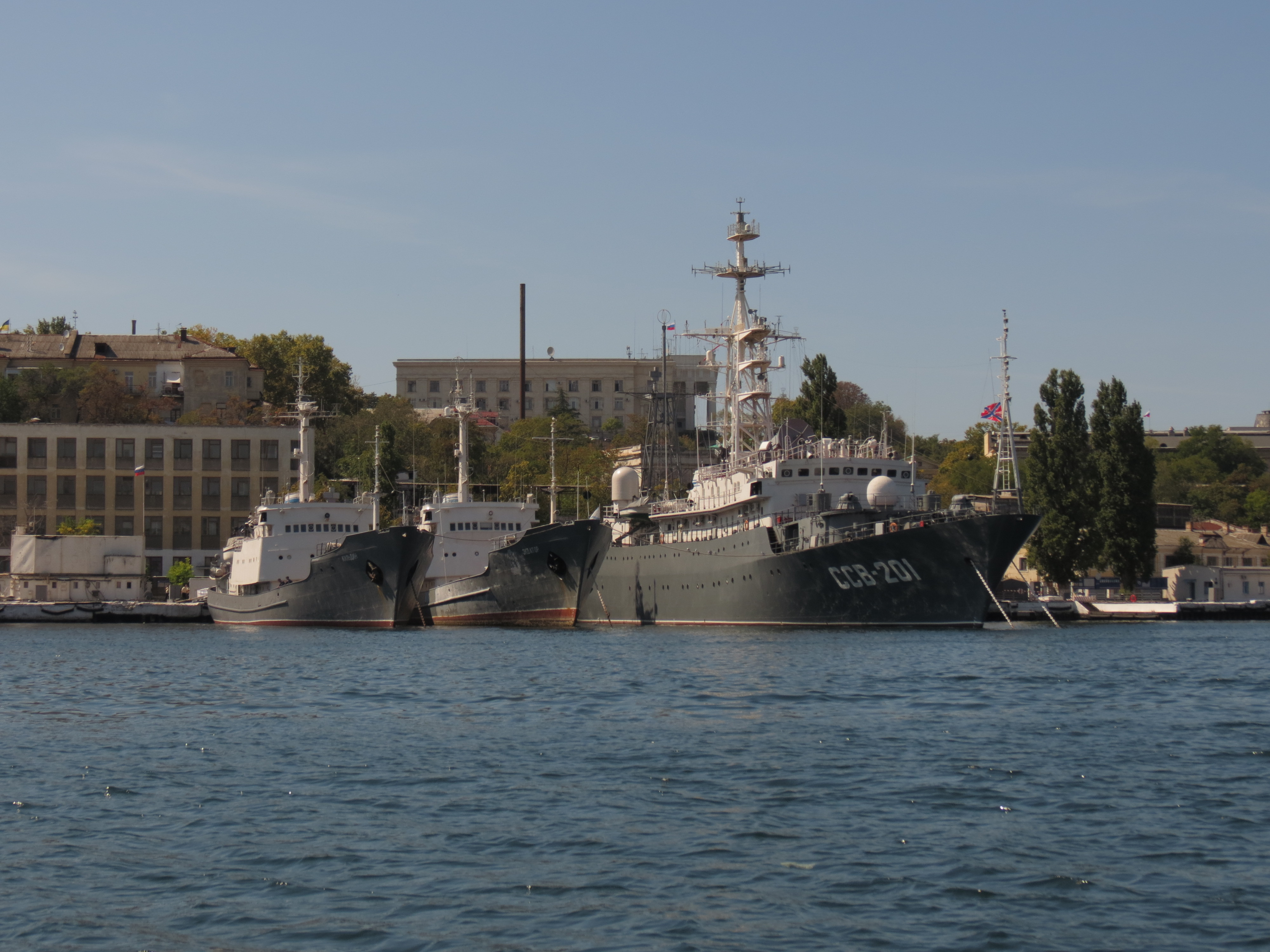
«Кильдин» и «Экватор» в Севастополе, 14 сентября 2012 года
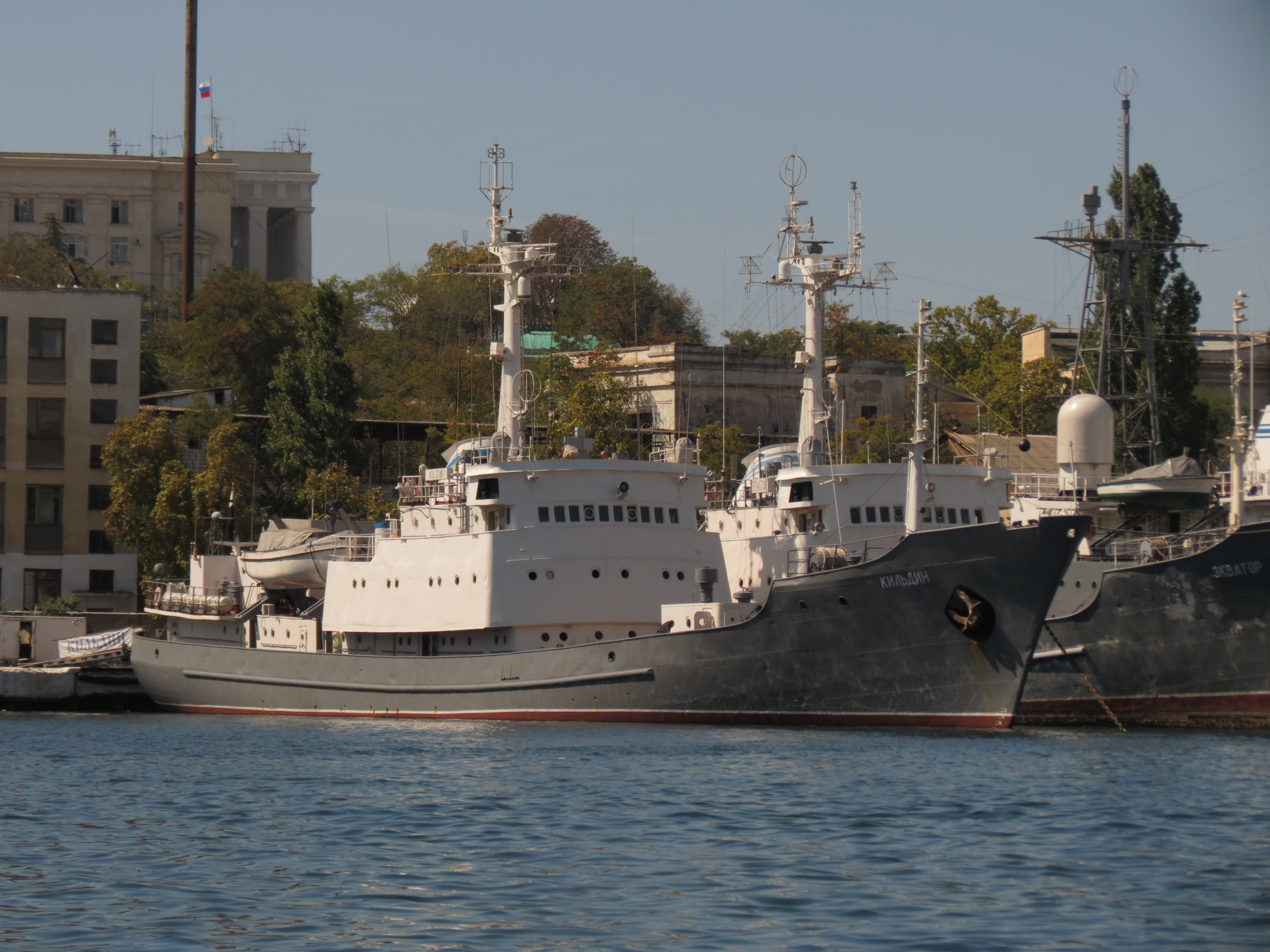
«Кильдин» в Севастополе, 14 сентября 2012 года
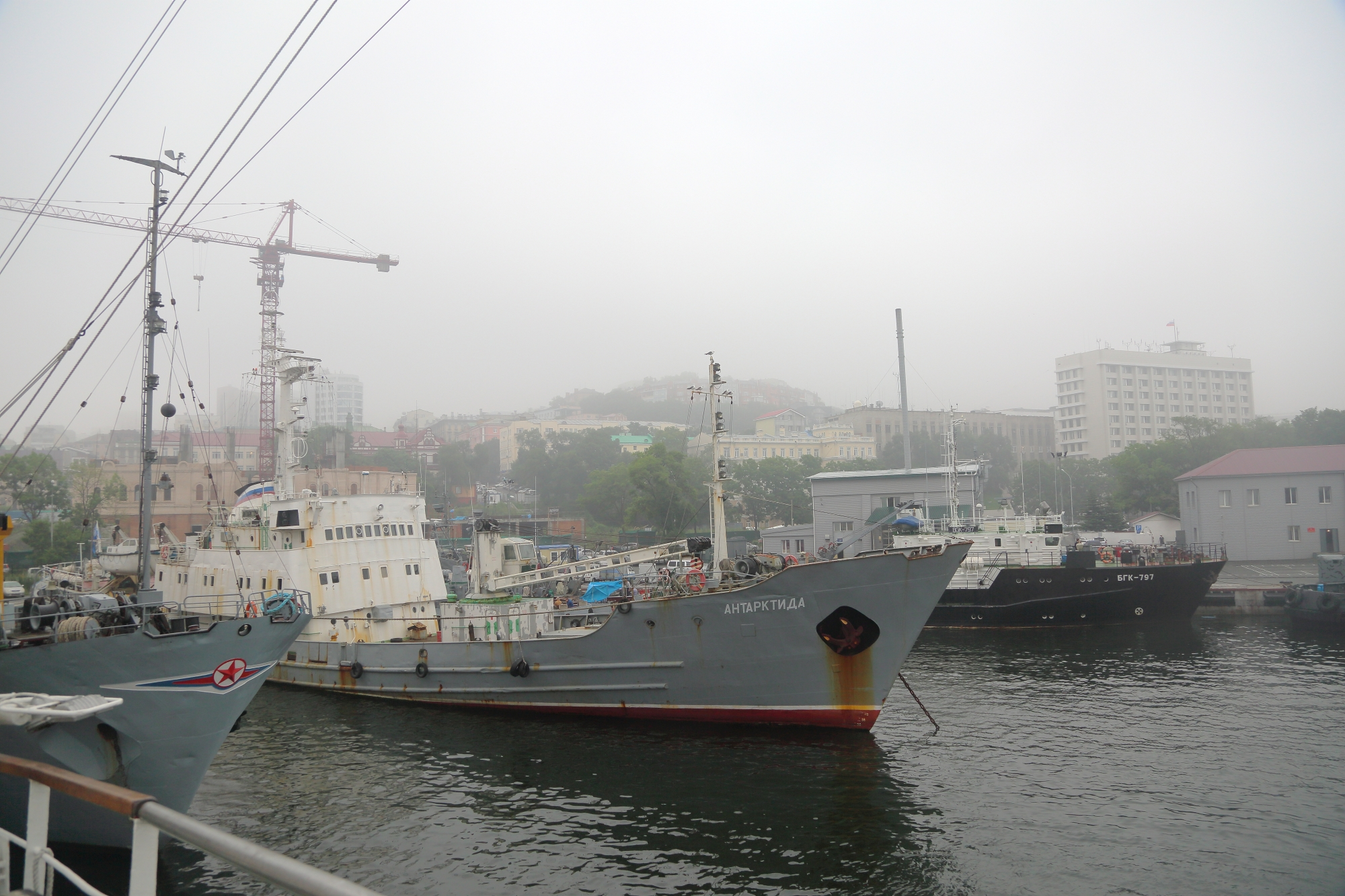
«Антарктида» во Владивостоке, 4 августа 2015 года

## Оценка проекта
Суда проекта 861 зарекомендовали себя как незаменимые помощники боевого состава ВМФ СССР, а впоследствии и России. Их было построено более 30, и они обладают отличными мореходными качествами и условиями обитаемости экипажа, включая систему кондиционирования воздуха. Проект также можно признать удачным, так как суда обладают возможностью модернизации.